# Sri Lanka Air Force SC
El Air Force SC es un equipo de fútbol de Sri Lanka que milita en la Liga Premier de Sri Lanka, la liga de fútbol más importante del país.

## Historia
Fue fundado en el año 1972 en la capital Colombo, aunque su sede se ubica en la ciudad de Ekala, es el equipo que representa a la Fuerza Aérea de Sri Lanka y cuenta con una rivalidad con el Sri Lanka Army SC. Ha sido campeón de Liga Premier una vez en el año 2013 y ha ganado el torneo de copa 1 vez en 3 finales jugadas.
A nivel internacional ha participado en 2 torneos continentales, donde su mejor aparición fue el la Copa Presidente de la AFC 2014 donde llegó hasta la fase final.

## Palmarés
- Liga Premier de Sri Lanka : 1

2013
- Copa FA de Sri Lanka: 1

1986
- - Finalista: 2

1990, 2003

## Participación en competiciones de la AFC
| Temporada | Torneo                    | Ronda          | Club                    | Casa | Visita | Global   |
| --------- | ------------------------- | -------------- | ----------------------- | ---- | ------ | -------- |
| 1987      | Copa de Clubes de Asia    | Clasificatoria | Bangkok Bank FC         | 0-0  | 0-0    | 2° lugar |
| 1987      | Copa de Clubes de Asia    | Clasificatoria | Victory SC              | 1-1  | 1-1    | 2° lugar |
| 2014      | Copa Presidente de la AFC | Fase de grupos | Ugyen Academy FC        | 1-0  | 1-0    | 2° lugar |
| 2014      | Copa Presidente de la AFC | Fase de grupos | Sheikh Russel KC        | 0-5  | 0-5    | 2° lugar |
| 2014      | Copa Presidente de la AFC | Fase de grupos | KRL FC                  | 3-0  | 3-0    | 2° lugar |
| 2014      | Copa Presidente de la AFC | Fase final     | Manang Marshyangdi Club | 1-2  | 1-2    | 3° lugar |
| 2014      | Copa Presidente de la AFC | Fase final     | HTTU Aşgabat            | 1-2  | 1-2    | 3° lugar |